# ویرجینیا سل
ویرجینیا سل (انگلیسی: Virginia Sale; ۲۰ مهٔ ۱۸۹۹ – ۲۳ اوت ۱۹۹۲) هنرپیشه اهل ایالات متحده آمریکا بود.
از فیلم‌ها یا برنامه‌های تلویزیونی که وی در آن نقش داشته‌است می‌توان به چگونه بدون تلاشی واقعی در تجارت پیروز شویم، تاپر، مردم عادی، موبی‌دیک، و روزهای بهشتی اشاره کرد.